# Dorothea Sophia van Palts-Neuburg

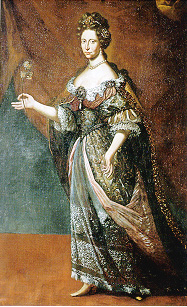
Dorothea Sophia van Palts-Neuburg

Dorothea Sophia (Neuburg an der Donau, 5 juli 1670 — Parma, 15 september 1748) was paltsgravin van Neuburg en hertogin van Parma en Piacenza. Ze was een dochter van paltsgraaf Filips Willem en Elisabeth Amalia van Hessen-Darmstadt.
Zij huwde voor de eerste maal op 17 september 1690 te Parma met Odoardo Farnese (1666 – 1693), erfprins van Parma en Piacenza. Uit dit huwelijk werden twee kinderen geboren:
- Alessandro Ignacio (6 december 1691 – 5 augustus 1693)
- Elisabetta Maria (1692 – 1766); ∞ (1714) koning Filips V van Spanje (1683 – 1746)

Op 8 december 1695 trouwde zij te Parma voor de tweede keer met de halfbroer van haar eerste man, Francesco Farnese, hertog van Parma en Piacenza. Dit huwelijk bleef kinderloos.